# Fotoheteròtrof
Els organismes fotoheteròtrofs es desenvolupen per fotosíntesi. Depenen de fonts orgàniques de carboni i de donants orgànics d'electrons, però assimilen el CO₂ en presència d'un donant d'electrons. És el cas de bacteris presents en els llacs i els rius fortament contaminats per matèries orgàniques com els bacteris no sulfurosos porprats i verds.